# Energía eólica en Indiana
 La energía eólica en Indiana se limitó a unos pocos molinos de viento pequeños que bombeaban agua en las fincas hasta 2008 con la construcción de la primera instalación de energía eólica a escala de servicios públicos de Indiana, Goodland (fase I) con una capacidad nominal de 130 MW . A septiembre de 2017, Indiana tenía un total de 1897 MW de capacidad de energía eólica instalada, ubicándose en el 12º lugar entre los estados de EE. UU. La energía eólica fue responsable del 4,8% de la producción eléctrica del estado en 2016.
El principal desarrollo a escala de servicios públicos hasta el 2016 ha sido en la parte noroeste del estado en los condados de Benton, White y Jasper . A partir de mayo de 2017, el parque eólico Fowler Ridge se completó y tiene una capacidad final de 750 MW, lo que lo convierte en el parque eólico más grande del Medio Oeste y uno de los más grandes del mundo . El crecimiento de la energía eólica en Indiana continúa, con 15 proyectos actualmente en línea, aumentando continuamente la capacidad total instalada del estado.

## Capacidad instalada y recursos eólicos.
La siguiente tabla compara el crecimiento en la capacidad de la placa de identificación de energía eólica instalada en MW para Indiana y en todo Estados Unidos desde 2003.
| \| Año \| Indiana \| Estados Unidos \| \| ---- \| ------- \| -------------- \| \| 2003 \| 0 \| 6,370 \| \| 2004 \| 0 \| 6,725 \| \| 2005 \| 0 \| 9,149 \| \| 2006 \| 0 \| 11,603 \| \| 2007 \| 0 \| 16,819 \| \| 2008 \| 130 \| 25,170 \| \| 2009 \| 1036 \| 35,159 \| \| 2010 \| 1238 \| 40.180 \| \| 2011 \| 1340 \| 46,919 \| \| 2012 \| 1543 \| 60,007 \| \| 2013 \| 1544 \| 61,110 \| \| 2014 \| 1745 \| 65,880 \| \| 2015 \| 1895 \| 74,471 \| \| 2016 \| 1895 \| 82,171 \| |         |                |
| Año | Indiana | Estados Unidos |
| 2003 | 0       | 6,370          |
| 2004 | 0       | 6,725          |
| 2005 | 0       | 9,149          |
| 2006 | 0       | 11,603         |
| 2007 | 0       | 16,819         |
| 2008 | 130     | 25,170         |
| 2009 | 1036    | 35,159         |
| 2010 | 1238    | 40.180         |
| 2011 | 1340    | 46,919         |
| 2012 | 1543    | 60,007         |
| 2013 | 1544    | 61,110         |
| 2014 | 1745    | 65,880         |
| 2015 | 1895    | 74,471         |
| 2016 | 1895    | 82,171         |

Actualmente, el estado de Indiana ocupa el 12º lugar en capacidad eólica instalada y número de aerogeneradores con 1,897 MW y 1,096 turbinas, respectivamente. Juntos, estos producen un 4,82% de la producción total de electricidad en el estado (~ 4,368,000 MWh o suficiente para alimentar a ~ 453,000 hogares). Para poner este número en perspectiva, Indiana consumió 104.514 TWh de electricidad en 2015. Sin embargo, el Laboratorio Nacional de Energía Renovable predice un crecimiento de la energía eólica en Indiana, indicando que el potencial eólico (de turbinas con una altura de buje de 80 m) podría alcanzar niveles superiores a 40,259 MW para 2030. Este crecimiento potencial predicho está comenzando a materializarse ahora, con 15 proyectos eólicos actualmente en línea en el estado.
Indiana también tiene algunos recursos eólicos marinos en las aguas poco profundas del lago Míchigan a lo largo de su costa. Sin embargo, el desarrollo de la energía eólica marina está muy por detrás del desarrollo en tierra en los Estados Unidos en general, porque el desarrollo en tierra es más barato y Estados Unidos tiene una gran cantidad de sitios en tierra adecuados para desarrollar. Indiana no tiene parques eólicos marinos a partir de 2019 .

## Generación de viento
Generación eólica de Indiana por mes. 
| Generación Eólica de Indiana (GWh, Millones de kWh) | Generación Eólica de Indiana (GWh, Millones de kWh) | Generación Eólica de Indiana (GWh, Millones de kWh) | Generación Eólica de Indiana (GWh, Millones de kWh) | Generación Eólica de Indiana (GWh, Millones de kWh) | Generación Eólica de Indiana (GWh, Millones de kWh) | Generación Eólica de Indiana (GWh, Millones de kWh) | Generación Eólica de Indiana (GWh, Millones de kWh) | Generación Eólica de Indiana (GWh, Millones de kWh) | Generación Eólica de Indiana (GWh, Millones de kWh) | Generación Eólica de Indiana (GWh, Millones de kWh) | Generación Eólica de Indiana (GWh, Millones de kWh) | Generación Eólica de Indiana (GWh, Millones de kWh) | Generación Eólica de Indiana (GWh, Millones de kWh) |
| Año                                                 | Total                                               | ene                                                 | feb                                                 | mar                                                 | abr                                                 | May                                                 | jun                                                 | jul                                                 | ago                                                 | Sep                                                 | oct                                                 | nov                                                 | dic                                                 |
| --------------------------------------------------- | --------------------------------------------------- | --------------------------------------------------- | --------------------------------------------------- | --------------------------------------------------- | --------------------------------------------------- | --------------------------------------------------- | --------------------------------------------------- | --------------------------------------------------- | --------------------------------------------------- | --------------------------------------------------- | --------------------------------------------------- | --------------------------------------------------- | --------------------------------------------------- |
| 2012                                                | 3,163                                               | 416                                                 | 307                                                 | 374                                                 | 386                                                 | 212                                                 | 185                                                 | 113                                                 | 94                                                  | 162                                                 | 324                                                 | 234                                                 | 357                                                 |
| 2013                                                | 3,481                                               | 450                                                 | 276                                                 | 334                                                 | 396                                                 | 303                                                 | 184                                                 | 138                                                 | 92                                                  | 155                                                 | 297                                                 | 449                                                 | 405                                                 |
| 2014                                                | 3,495                                               | 415                                                 | 252                                                 | 323                                                 | 388                                                 | 304                                                 | 190                                                 | 167                                                 | 101                                                 | 158                                                 | 325                                                 | 507                                                 | 366                                                 |
| 2015                                                | 4,516                                               | 411                                                 | 413                                                 | 424                                                 | 425                                                 | 365                                                 | 272                                                 | 176                                                 | 165                                                 | 214                                                 | 517                                                 | 554                                                 | 580                                                 |
| 2016                                                | 3,885                                               | 656                                                 | 572                                                 | 510                                                 | 451                                                 | 403                                                 | 280                                                 | 164                                                 | 148                                                 | 241                                                 | 460                                                 |                                                     |                                                     |
| 2017                                                | 2,676                                               | 353                                                 | 388                                                 | 459                                                 | 475                                                 | 381                                                 | 355                                                 | 265                                                 |                                                     |                                                     |                                                     |                                                     |                                                     |

Fuente: Como lo indica este gráfico, Indiana generalmente tiende a tener un viento más constante desde los meses de otoño a primavera, como lo demuestra el hecho de que incluso en el sur de Indiana, la sensación de frío es un factor común de condiciones exteriores octubre y noviembre, por ejemplo, suelen ver grandes variaciones en la temperatura, lo que provoca más días de fuertes vientos racheados, lo que genera más producción de electricidad eólica. Lo mismo ocurre en marzo y abril. Pero a menudo, en los meses de verano, el aire tiende a estancarse, lo que resulta en una menor producción de electricidad eólica.

## Parques eólicos
La siguiente tabla de parques eólicos y desarrollos de energía eólica a escala de servicios públicos utiliza datos de AWEA, el Estado de Indiana, y otras fuentes. Para los proyectos más grandes construidos en fases, la tabla enumera información separada para cada fase. El nombre de cada parque eólico es el nombre utilizado por la compañía de energía cuando se refiere al parque. El sufijo del parque eólico está implícito y, por tanto, eliminado por brevedad. Para más detalles y referencias de cada parque eólico, consulte su artículo. 
| Granja de viento                                  | Condado(s)      | Modelo de turbina | Poder por turbina (MW) | Núm. de Turbinas | Total Nameplate Capacidad (MW) | En línea          | Desarrollador                    | Operador                                           | Power comprador        | Coordenadas                             |  |
| ------------------------------------------------- | --------------- | ----------------- | ---------------------- | ---------------- | ------------------------------ | ----------------- | -------------------------------- | -------------------------------------------------- | ---------------------- | --------------------------------------- |  |
| Benton Fase de condado I                          | Benton          | GE sl/sle Gen4    | 1.5                    | 87               | 130.5                          | 2008-04           | Orion Energía                    | Orion Energía                                      | Duque, Vectren         | 40°41′10″N 87°24′29″O / 40.686, -87.408 |  |
| Río negro                                         | Gibson, Posey   |                   |                        | 65               | (Propuesto)                    |                   |                                  |                                                    |                        |                                         |  |
| Fowler Ridge Fase I Vestas                        | Benton          | Vestas V82        | 1.65                   | 182              | 300.3                          | 2009-04           | BP, Dominion                     | BP, Dominion                                       | AEP, Dominion          | 40°36′29″N 87°19′12″O / 40.608, -87.320 |  |
| Fowler Ridge Fase I Clíper                        | Benton          | Clíper 2.5        | 2.5                    | 40               | 100                            | 2009-04           | BP, Dominion                     | BP, Dominion                                       | AEP, Dominion          | 40°36′29″N 87°19′12″O / 40.608, -87.320 |  |
| Fowler Ridge Fase II                              | Benton          | GE sl/sle Gen4    | 1.5                    | 133              | 199.5                          | 2009-12           | BP, Dominion                     | BP, Dominion                                       | AEP, Vectren           | 40°36′29″N 87°19′12″O / 40.608, -87.320 |  |
| Headwaters                                        | Randolph        | Vestas V110       | 2                      | 100              | 200                            | Diciembre de 2014 | EDP Renewables América del Norte | EDP Renewables América del Norte                   |                        | Poder de Míchigan de la Indiana         |  |
| Hoosier                                           | Benton          | REpower           | 2                      | 53               | 106                            | 2009-08           | IPL, enXco                       | IPL, enXco                                         | IPL                    | 40°36′N 87°19′O / 40.6, -87.32          |  |
| Fase de Lago de la Meadow I                       | Blanco          | Vestas V82        | 1.65                   | 121              | 199.65                         | Octubre de 2009   | Energía de Viento del horizonte  | EDP Renewables América del Norte                   | AEP, mercado mayorista | 40°36′04″N 86°51′54″O / 40.601, -86.865 |  |
| Fase de Lago de la Meadow II                      | Blanco          | Acciona           | 1.5                    | 66               | 99                             | Junio de 2010     | Energía de Viento del horizonte  | EDP Renewables América del Norte                   |                        | 40°36′04″N 86°51′54″O / 40.601, -86.865 |  |
| Fase de Lago de la Meadow III                     | Blanco          | GE                | 1.5                    | 69               | 103.5                          | Octubre de 2010   | Energía de Viento del horizonte  | EDP Renewables América del Norte                   |                        | 40°36′04″N 86°51′54″O / 40.601, -86.865 |  |
| Fase de Lago de la Meadow IV                      | Blanco          | Suzlon            | 2.1                    | 47               | 98.7                           | Octubre de 2010   | Energía de Viento del horizonte  | EDP Renewables América del Norte                   |                        | 40°36′04″N 86°51′54″O / 40.601, -86.865 |  |
| Prairie Brisa                                     | Tipton          |                   | 1.6                    | 94               | 150                            |                   | Juwi                             |                                                    |                        | 40°21′40″N 86°09′07″O / 40.361, -86.152 |  |
| Ciudad de unión/Randolph Empresa Escolar Oriental | Randolph        | Nórdico Windpower | 1                      | 2                | 2                              | 2010-02           | Servicios de rendimiento         | Ciudad de unión, Randolph Empresa Escolar Oriental | AEP                    | 40°12′04″N 84°48′54″O / 40.201, -84.815 |  |
| Fase de gato montés I                             | Madison, Tipton | GE                | 1.6                    | 125              | 200                            | 2012-10           | E.on                             | E.on                                               | AEP                    | 40°21′07″N 85°52′55″O / 40.352, -85.882 |  |
| Fase de gato montés II                            | Grant, Howard   |                   |                        | 40-60            | (Propuesto)                    |                   | E.on                             |                                                    |                        | 40°28′48″N 85°51′36″O / 40.480, -85.860 |  |
| Fase de gato montés III                           | Tipton          |                   |                        | 40-75            | (Propuesto)                    |                   | E.on                             |                                                    |                        |                                         |  |
| Fase de gato montés IV                            | Tipton          |                   |                        |                  | (Propuesto)                    |                   | E.on                             |                                                    |                        |                                         |  |

## Turbinas de una sola unidad
Además de los parques eólicos mencionados anteriormente, también se han construido unidades independientes individuales en muchos otros lugares, principalmente en las escuelas. Algunas de estas unidades se colocaron para probar el ambiente para el desarrollo futuro de la energía eólica.
| Ubicación    | Condado   | Propietario                                       | Velocidad del viento (m/s) | Poder (kW) |
| ------------ | --------- | ------------------------------------------------- | -------------------------- | ---------- |
| Akron        | Kosciusko | Corporación de la escuela del valle de Tippecanoe | 6.5 m/s (14.5 mph)         | 900        |
| Middletown   | Enrique   | Corporación Escolar Shenandoah                    |                            | 900        |
| Cartago      | Shelby    |                                                   | 7.7/99m                    |            |
| Haubstadt    | Gibson    | South Gibson School Corporation                   | 6.1/99m                    |            |
| Kokomo       | Howard    | Corporación Escolar del Noroeste                  | 7.0/99m                    |            |
| LaGrange     | LaGrange  |                                                   | 7.0/99m                    |            |
| Meseta       | Conceder  | Universidad de taylor                             |                            |            |
| Francesville | Pulaski   | West Central School Corporation                   | 6.9                        | 900        |

## Impacto medioambiental
Según el USDOE, cada 1000 MW de capacidad de energía eólica instalada en Indiana ahorrará anualmente 1,684 millones de galones de agua y eliminará 3,1 millones de toneladas de emisiones de dióxido de carbono .
En comparación, Indiana emitió un total de 1,883 lbs / MWh de dióxido de carbono en 2015.
A 2010 de March     Indiana carecía de un estándar de energía renovable, a diferencia de otros estados del medio oeste : Ohio, Illinois, Michigan, Minnesota, Missouri y Iowa. Sin embargo, el desarrollo de la energía eólica de Indiana había superado al de Ohio y Michigan. 

## Políticas e iniciativas gubernamentales.
El gobierno del estado de Indiana, junto con el gobierno federal, ha implementado muchos incentivos para el uso de la energía eólica. Las tres categorías principales de incentivos son 1) utilidad, 2) estatal y 3) federal. 

### Utilidad
Los incentivos de los servicios públicos se dirigen a clientes que tienen sus propios sistemas de energía eólica pequeños (no más de 1 MW). Estos incentivos consisten en 1) Medición neta y 2) Incentivos de alimentación en tarifa (FIT). La medición neta permite a la empresa de servicios públicos rastrear la energía que produce el sistema eólico y los clientes pueden usar esa energía como un crédito en sus facturas. El programa FIT, solo adoptado por la empresa de servicios públicos Northern Indiana Public Service Company (NIPSCO), paga a sus clientes por kW de energía producida por su aerogenerador, en lugar de ofrecer un crédito. Actualmente, NIPSCO exige una tarifa de $ 0.17 / kWh para sistemas menores o iguales a 100 kW y $ 0.10 / kWh para sistemas de 100kW-2MW.

### Estado
Los incentivos a nivel estatal consisten en 1) Exención del impuesto a la propiedad de energía renovable y 2) Incentivo al impuesto a las ventas de Indiana para equipos de generación eléctrica. La exención de energía renovable establece que el valor estimado de cualquier sistema eólico instalado después del 31 de diciembre de 2011 es elegible para la exención del impuesto a la propiedad hasta que se complete el formulario estatal 18865. El incentivo al impuesto sobre las ventas establece que los equipos utilizados para producir electricidad renovable son elegibles para una exención del impuesto sobre las ventas. El estado de Indiana también implementó un Estándar de Cartera de Energía Limpia (CPS) voluntario en mayo de 2011. El CPS estableció una meta para que el estado haga que el 10% de su generación eléctrica provenga de energía limpia para 2025.

### Federal
Los incentivos federales incluyen 1) el Programa de Energía Rural para América (REAP), 2) el Crédito Fiscal a la Inversión en Energía Empresarial, y 3) el Crédito Fiscal a la Energía Renovable Residencial. El programa REAP otorga subvenciones a productores agrícolas y empresas rurales para proyectos que producen más eficiencia energética y energía renovable. El Crédito Fiscal de Energía para Empresas, al 18/9/2017, solo está disponible para turbinas eólicas grandes (con una capacidad superior a 100 kW) y vencerá el 31/12/2019. El crédito se encuentra actualmente a una tasa del 24% de los gastos invertidos sin límite de crédito. El Crédito Fiscal para Energía Renovable Residencial es similar al crédito de Inversión Empresarial, excepto que solo las turbinas pequeñas califican (no pueden exceder los 100 kW). A partir del 9/18/2017, el crédito fiscal es del 30% sin máx. Este crédito también expirará el 31/12/2019.